# HD8783
HD8783 — хімічно пекулярна зоря спектрального класу A2, що має видиму зоряну величину в смузі V приблизно  7,8.
Вона  розташована на відстані близько 836,3 світлових років від Сонця.

## Пекулярний хімічний вміст
Зоряна атмосфера HD8783 має підвищений вміст 
Cr
.